# Georges-Auguste Florentin
 (avril 2009).
Georges-Auguste Florentin, né le 18 septembre 1836 à La Fère (France) et mort le 26 juillet 1922 à Paris (France), est un général de division français, gouverneur militaire de Paris et grand chancelier de la Légion d'honneur.

## Origines et famille
Georges-Auguste Florentin est originaire d'une vieille famille patricienne et militaire de Lorraine dont la filiation est prouvée depuis 1622. Le berceau de la famille se trouve autour de Faulquemont, Saint-Avold et Metz. Les armoiries de sa famille sont : d'azur à la tour d'argent surmontée d'une croisette d'or et accostée de deux autres du même. Il est le fils de Georges Jean Félix Antoine Florentin, officier d'artillerie, chevalier de la Légion d’honneur et de son épouse, née Marie Collignon.
Il fait ses études secondaires au lycée de Metz puis intègre l'École polytechnique en 1855 et l’École d'application de l'artillerie et du génie à Metz, dont il sort quatrième.
Georges-Auguste Florentin se marie à Tarbes (Hautes-Pyrénées), le 8 février 1884, avec Julie, Thérèse Lamy, fille d’Aimé Lamy, manufacturier, maire de Morez, chevalier de la Légion d’honneur, développeur de la lunetterie dans le Jura.
De leur union naissent deux fils et une fille : 
- Georges-Aymé (1884-1905) Saint Cyrien
- Pierre (1886-1953), chef d'escadron, chevalier de la légion d’honneur, mort pour la France, d'où postérité.
- Marguerite (épouse d’Henri Cotelle, capitaine de frégate, officier de la légion d’honneur)

## Carrière
Officier de la Garde impériale en 1861, il est grièvement blessé lors des batailles livrées sous Metz pendant la guerre de 1870 (à Servigny, où il est fait chevalier de la Légion d’honneur sur le champ de bataille).
En 1873, il est affecté comme chef de service aux Forges et Fonderies de Nevers puis au Creusot en 1874. En 1875, il dirige le service des canons à Paris puis l'atelier de construction de Tarbes en 1880.
Promu colonel en 1884 puis général de brigade en 1889, il part commander l'artillerie en Algérie. En 1892, il rentre en France commander l'artillerie du 8e corps d'armée à Bourges. Général de division en 1894, il commande la 40e division d’infanterie puis la 9e Division d’Infanterie à Paris du 9 novembre 1897 au 27 avril 1898, puis il est appelé au commandement de la place de Paris en 1899 et est nommé gouverneur militaire de Paris en 1900.
Au cours de cette période, il est un des acteurs de l’échec du putsch de Déroulède lors des obsèques du président Félix Faure. Il est l’auteur de diverses inventions dans le domaine des poudres, des mortiers et des canons, dont le canon "Florentin" déposé aux Invalides à Paris et un télégraphe optique. Le 23 septembre 1901, il succède au général Léopold Davout, duc d'Auerstaedt comme grand chancelier de la Légion d'honneur. Pendant dix-sept années, il s'efforce de maintenir le prestige de l'ordre national en luttant contre la multiplication des insignes non officiels, les fausses décorations. Lors de la déplorable affaire des fiches, il a une attitude courageuse qui participe à la mise au grand jour du scandale et permet la sanction des acteurs. Ambassadeur extraordinaire, il représente la France notamment au couronnement du roi Alphonse XIII d’Espagne. Dès 1915, il demande élégamment au président de la République de lui choisir un successeur parmi les généraux « qui ont acquis, pendant la rude guerre actuelle, des titres incomparablement plus importants que ceux qui ont pu être invoqués jadis en ma faveur ». Ce n'est qu'en juin 1918 qu'il lui est donné satisfaction avec la nomination du général Dubail.
Il meurt quelques années plus tard, le 26 juillet 1922, en son domicile de l'avenue d'Eylau, à Paris à l’âge de 85 ans. Les obsèques ont lieu à Saint-Honoré-d’Eylau et il est inhumé à l’église de Monnet, la ville paroisse de sa propriété de la Buchille (Jura).

## Décorations et distinctions
- Grand-croix de la Légion d'honneur (par le président Fallières le 14 juillet 1907)
- Nombreux ordres étrangers (Ordre des Saints-Maurice-et-Lazare d’Italie, Charles III d’Espagne, Saint Stanislas de Russie, Saint Benoit d’Aviz du Portugal, Aigle Blanc de Serbie, Lion Royal néerlandais, Lion et Soleil de Perse… ).
- Membre de diverses commissions (travaux publics, comités de l’infanterie, de l’artillerie et de la cavalerie), médaille de vermeil de la Société Forestière de Franche Comté pour ses travaux de sylviculture à la Buchille.

## Sources
- Archives départementales de la Moselle (57) et du Jura (39)
- Archives familiales et travaux de Pierre et Georges Florentin déposés au château de Sirod, Jura.
- Colonel Arnaud : Répertoire de généalogies françaises imprimées
- Albert Dauzat : Dictionnaire étymologique des noms de famille et prénoms de France
- Jean-Julien Barbé : À travers le vieux Metz, Metz, 1913 et 1937

### Notices généalogiques
- Arnaud Chaffanjon : Les Grands Maîtres et les Grands Chanceliers de la Légion d'Honneur, (G-A F) Besançon, avril 1983.
- Ducourtial, Bonneville de Marsangy, La Légion d'honneur (G-A F).
- Pierre Gentil : L’honneur de servir
- Grand Larousse en 5 volumes, 1re moitié du XXe siècle (G-A F)
- Héraldique et Généalogie, XXVe année no 4, no 133, octobre-décembre 1994
- Hubert Lamant : Armorial général et nobiliaire français, tome XXXVII fasc. 3, décembre 2005
- Dick de Lonlay : Français et Allemands, 1881 (G-A F)
- Y. Martan-Schneider, Reconstitution des familles de Saint-Avold, octobre 2000
- Jean Luc Mayaud : Les patrons du Second Empire. Franche Comté, Condé-sur-N, 1991
- Rocard, Dictionnaire biographique des officiers de l'Empire
- François Vinde, L'affaire des fiches (G-A F), Mayenne, octobre 1989
- Dictionnaire de biographies françaises, tome XIV, 1979, Librairie LETOUZEY et ANE
- Dictionnaire biographique de département du Jura, Bourg, juin 1996
- Who's who in France, « Les disparus du XXe siècle », Lafitte, 2001
- Bottin mondain 1903 à 1922, Annuaire des châteaux 1892-1935, Livre d'Or des salons 1914-1923